# Alfred C. Chapin

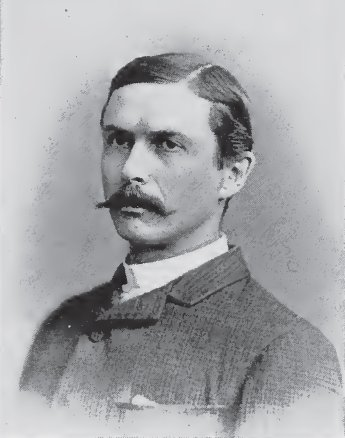
Alfred C. Chapin

Alfred Clark Chapin (* 8. März 1848 in South Hadley, Hampshire County, Massachusetts; † 2. Oktober 1936 in Montreal, Kanada) war ein US-amerikanischer Jurist und Politiker. Er vertrat in den Jahren 1891 und 1892 den Bundesstaat New York im US-Repräsentantenhaus.

## Werdegang
Alfred Chapin wurde im letzten Jahr des Mexikanisch-Amerikanischen Krieges in South Hadley als Sohn von Ephraim Atlas Chapin und dessen Frau Jerusha Josephine (geb. Clark) geboren. Er besuchte öffentliche und private Schulen. Dann graduierte er 1869 am Williams College in Williamstown und 1871 an der Harvard Law School. Nach dem Erhalt seiner Zulassung als Anwalt 1872 begann er in New York City zu praktizieren. Zu jener Zeit lebte er in Brooklyn. In den Jahren 1882 und 1883 saß er in der New York State Assembly, wobei er im letzten Jahr als Speaker tätig war. 1884 wurde er New York State Comptroller, eine Stellung, die er bis 1887 innehatte. Dann war er zwischen 1888 und 1891 Bürgermeister der damals noch eigenständigen Stadt Brooklyn. Politisch gehörte er der Demokratischen Partei an. Er wurde am 3. November 1891 im zweiten Wahlbezirk von New York in das US-Repräsentantenhaus in Washington, D.C. gewählt, um dort die Vakanz zu füllen, die durch den Rücktritt von David A. Boody entstand. Am 16. November 1892 trat er selbst zurück. Zwischen 1892 und 1897 war er Eisenbahn-Kommissar von New York. Danach ging er wieder seiner Tätigkeit als Anwalt nach und war in verschiedenen Unternehmungen finanziell beteiligt. Er verstarb am 2. Oktober 1936 während eines Besuchs in Montreal und wurde dann auf dem Woodlawn Cemetery in der Bronx beigesetzt.
Am 20. Februar 1884 heiratete er in Manhattan Grace Stebbins (1860–1908), mit der er zwei Töchter hatte, Grace (1885–1960) und Beatrice (1889–1932). Grace hatte aus erster Ehe mit William Beverley Rogers zwei Kinder und aus zweiter Ehe mit Hamilton Fish III drei weitere, darunter den späteren US-Kongressabgeordneten Hamilton Fish IV (1926–1996). Nach dem Tod seiner ersten Frau heiratete er in zweiter Ehe am 7. Januar 1913 Charlotte Storrs Montant (1860–1942), eine Witwe. Diese Ehe bestand bis zu seinem Tod.